# كريس بيري
كريس بيري (بالإنجليزية: Chris Perry)‏ (و. 1973  م) هو لاعب كرة قدم، من المملكة المتحدة، ولد في كارشالتون، يلعب كقلب الدفاع (كرة القدم).

## روابط خارجية
- كريس بيري على موقع قاعدة بيانات كرة القدم.إي يو (الإنجليزية)
- كريس بيري على موقع Soccerbase.com (لاعب) (الإنجليزية)
- كريس بيري على موقع عالم كرة القدم.نت (الإنجليزية)